# Antoine Van Hammée
Pour les articles homonymes, voir Antoine et Van Hammée.
Antoine Van Hammée, né à Malines le 25 mars 1836 et décédé à Schaerbeek le 6 janvier 1903, est un peintre belge, spécialiste de sujets historiques et de portraits.

## Biographie
Antoine Van Hammée, né à Malines le 25 mars 1836, est le fils de Jacques Van Hammée, menuisier, et de Cornelie Jacobs. En 1876,  Antoine Van Hammée épouse à Paris, Marie Larivière, originaire de Rio de Janeiro. Son fils, Ernest Van Hammée (1885-1974), est le président-fondateur du palais des Sports de Schaerbeek (construit en 1911 et détruit en 1966).
Après des études au collège de Pitzemburg, dans sa ville natale de Malines, Antoine Van Hammée commence sa formation artistique à l'Académie de dessin de Malines. Il s'inscrit ensuite en 1855 à l'Académie royale des Beaux-Arts de Bruxelles où il devient l'élève de François-Joseph Navez et de Félix Stappaerts. Après un voyage de six mois en France et en Italie, il rejoint en 1864 l'atelier de Jean-François Portaels.
En 1877, il devient professeur à l'Académie royale de Bruxelles, où il enseigne l'archéologie et l'histoire de l'art. Le peintre Lucien Wollès sera un de ses élèves.
En 1891, il est nommé conservateur des sections de l'Art monumental et de la Peinture décorative aux Musées royaux des Arts décoratifs et industriels. Il rédige d'ailleurs le guide des œuvres de section d'Art monumental.
« Premier conservateur des Musées royaux d'art et d'histoire, il a été l'élève de François-Joseph Navez et de Jean-François Portaels. Ses toiles ont principalement comme sujet des scènes historiques. Il a aussi réalisé des portraits et s'est passionné pour "l'histoire du costume" » .
Il est membre du Cercle des aquarellistes et des aquafortistes belges.
Quand il s'installe à Schaerbeek en 1865, il dessin lui-même la façade de sa maison en style « pompéien ». Il y meurt le 6 janvier 1903.

## Œuvre
Antoine Van Hammée s'occupe principalement de peinture murale, dont l'attrait réside dans la composition et le détail des costumes historiques. Ses peintures historiques sont pour la plupart consacrées à l'histoire antique ou moderne, avec des sujets souvent patriotiques, à l'instar de deux toiles qui assurèrent la notoriété du peintre : Le Toast au Roi (1878, Musée royal de l'Armée à Bruxelles) et Van Campenhout chantant la Brabançonne chez Cantoni (1880, Musée de la Ville de Bruxelles).
On lui doit également un tableau intitulé Antoine et Cléopâtre assistant à l'exécution des comploteurs, daté de 1866 et vendu chez Sotheby's à Londres pour la somme de £15.000 en 1979.
En vrac, on peut encore citer Une cour de palais dans l'ancienne Rome (1877), Pont animé en Afrique du Nord, Les légions romaines traversant le Nil près de Philae, Scène de rue à Rome (1873), Bateaux de pêcheurs sur une mer calme (1885), ou Africain en turban.

### À la basilique Notre-Dame de Hanswijk
Le frère d'Antoine Van Hammée, Rombout, est pasteur à la basilique Notre-Dame de Hanswijk de Malines entre 1867 et 1899. Dix-huit ans durant, entre 1870 et 1888, Antoine peint pour cette église un Chemin de croix monumental (composé de quatorze tableaux de 3 x 2,3 m). Le roi des Belges, Léopold II, et son épouse la reine Marie-Henriette, assistent à l'inauguration. L'ensemble est dépendu en 1938 et emporté dans le grenier de la sacristie, pendant que l'église est repeinte. Il ne retrouvera cependant jamais sa place.

## Hommage

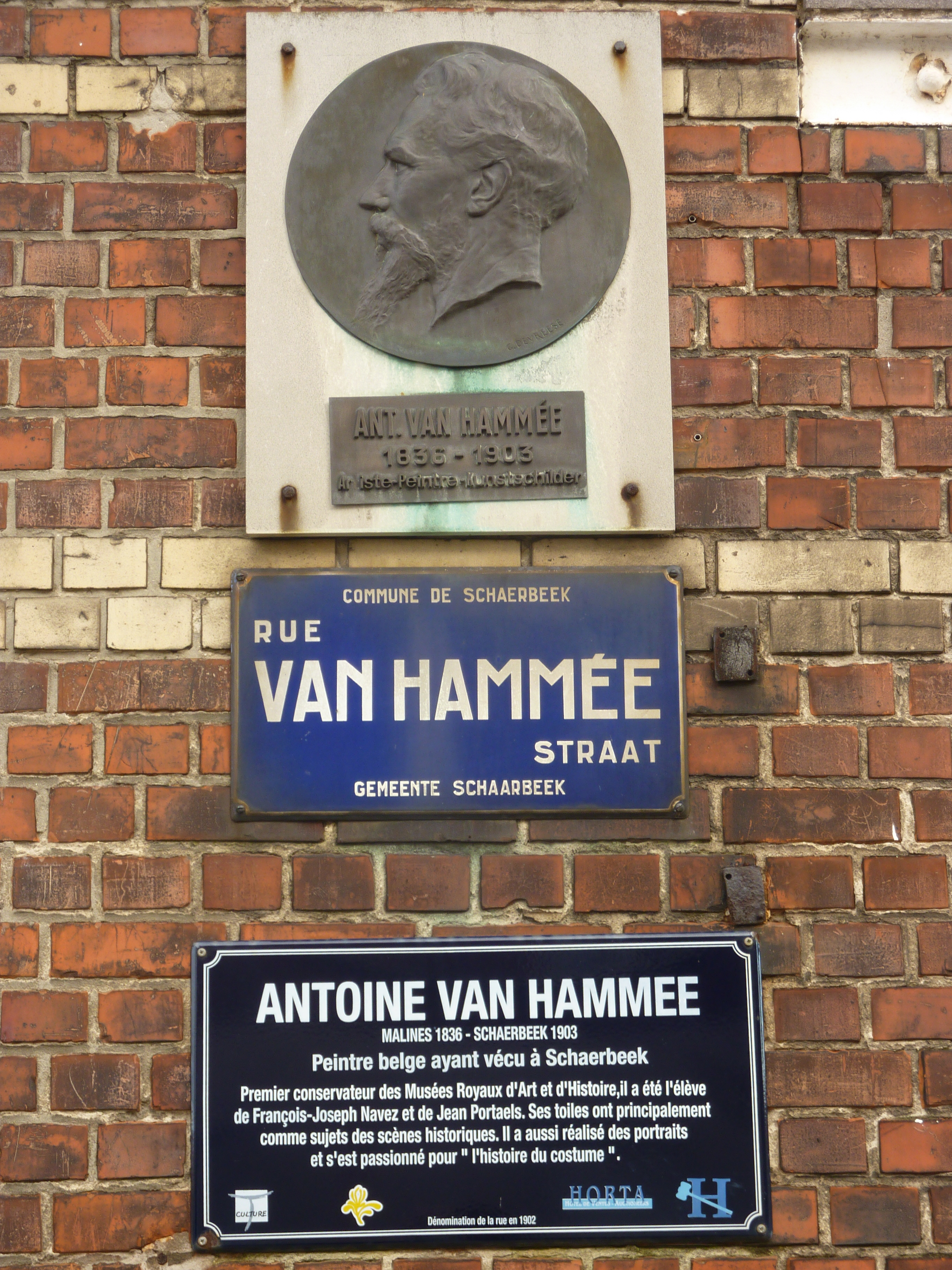
Plaque en la mémoire d'Antoine Van Hammée, rue Van Hammée à Schaerbeek.

En son honneur, la commune de Schaerbeek a donné son nom à une de ses artères.